# 堅田 (大津市)

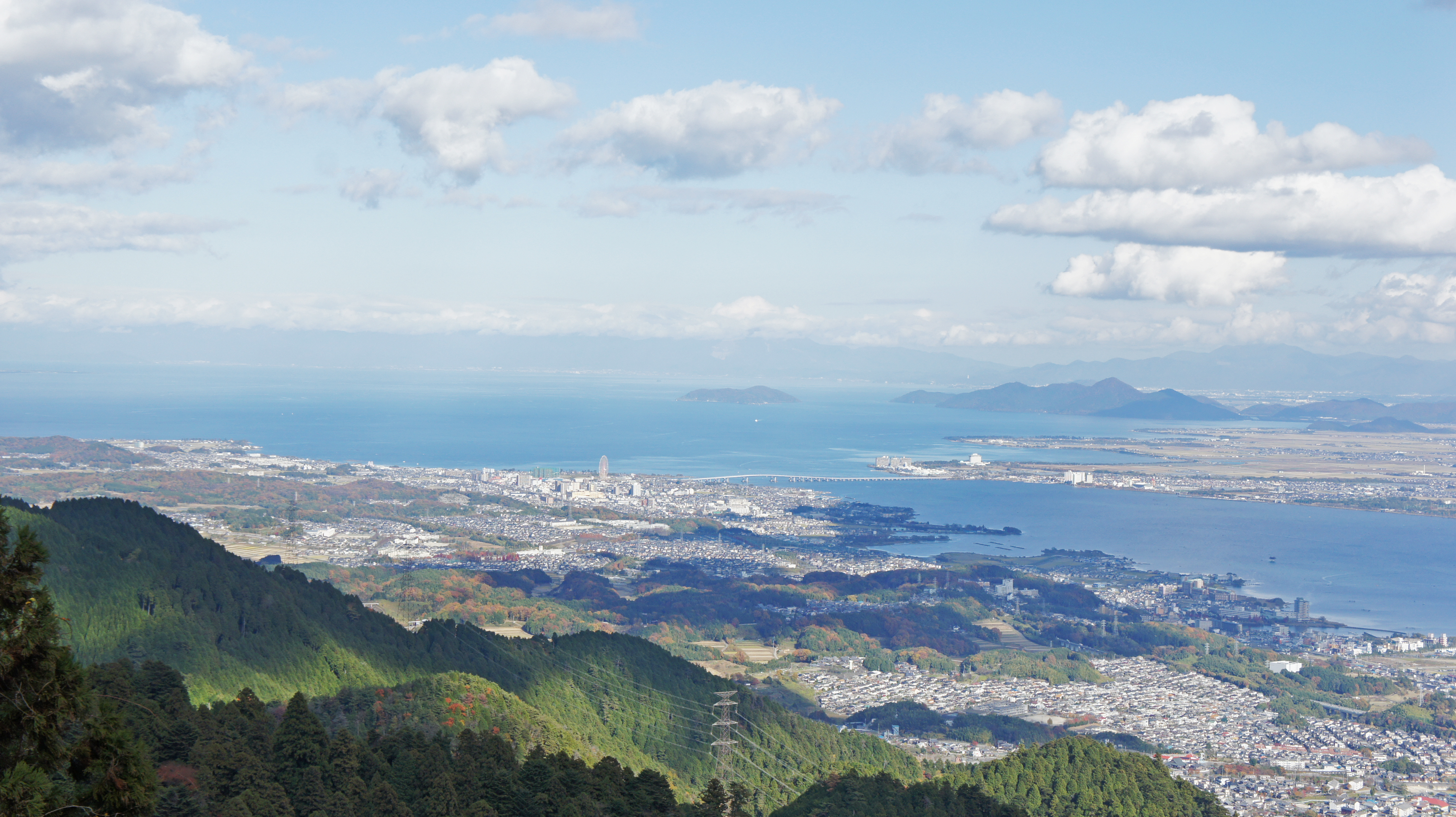
ケーブル延暦寺駅から堅田方面をのぞむ（2010年撮影）

堅田（かたた）は、滋賀県大津市北部の地名である。現行行政地名は堅田一丁目及び堅田二丁目、本堅田一丁目から本堅田六丁目、今堅田一丁目から今堅田三丁目から成るが、広義には真野や仰木などの周辺地区も含む（大津市編入以前の旧堅田町の範囲）。
琵琶湖の西岸に面し、中世には水運の拠点として栄えた。現在も大津市北部の拠点であり、JR西日本湖西線開業以降、住宅地としての発展が目覚ましい。湖畔には満月寺浮御堂と出島灯台があり、浮御堂の「堅田の落雁」は近江八景の一つとして名高い。

## 歴史
堅田は琵琶湖の狭窄部に位置しており、背後に堅田丘陵を有している。水運が主体であった時代には湖上交通の要衝として栄え、琵琶湖沿岸で最大の自治都市が築かれた。
古代には近江国滋賀郡に属する。11世紀後半には堅田の漁師達が下鴨社の支配下に入り（堅田御厨）、続いて堅田とその周辺地域に比叡山延暦寺の荘園（堅田荘）が成立した。
承久の乱後、佐々木信綱が現地の地頭に任じられたが、延暦寺・下鴨社ともに対抗するために延暦寺は堅田に湖上関を設置して他所の船を排斥し、下鴨社は堅田の漁民・船主に漁業権・航行権（水上通行権）を保障する事で堅田の経国在民的・交通的特権を保証した。以後、彼らと近江守護に任ぜられた佐々木氏（信綱の一族）は、堅田とその漁業権・航行権を巡って激しく争うことになる。
中世以後堅田荘には「堅田三方」（後に1つ増加して「堅田四方」となる）3つの惣組織が形成され、殿原衆（地侍）と全人衆（商工業者・周辺農民）からなる「堅田衆」による自治が行われており、「堅田湖族」とも呼ばれてもいた。殿原衆は堅田の水上交通に従事して堅田船と呼ばれる船団を保有して、時には海賊行為を行って他の琵琶湖沿岸都市を牽制しつつ、堅田衆の指導的な地位を確保していた。一方、全人衆の中には商工業によって富を得るものも多く、殿原衆との共存関係を築いてきた。
室町時代、殿原衆は延暦寺から堅田関の運営を委任されて、堅田以外の船より海賊行為を行わない代償として上乗（うわのり）と呼ばれる一種の通行税を徴収する権利を獲得するようになる。また、この頃堅田に臨済宗が広まって武士階層が多い殿原衆の間で広く支持されて祥瑞寺が創建された。この寺は青年期の一休宗純が修行した寺としても知られている。一方、同じ頃浄土真宗の本福寺が堅田に創建された。その後一時期臨済宗に改まるものの、3代目にあたる法住（1397年 - 1480年）・明顕（4代目、1445年 - 1509年）父子が浄土真宗に復帰して本願寺に属すると、本願寺8世蓮如からの厚い信任を受けるようになった。やがて、蓮如が寛正の法難によって大谷本願寺を延暦寺によって破壊されると、堅田に逃亡する事になる。蓮如は全人衆からの強い支持を受けて後に「堅田門徒」と称せられるほどの勢力をこの地に築くことになった。
しかし、領主である延暦寺が「仏敵」とした蓮如を堅田が匿っているという事実は延暦寺を刺激した。更に延暦寺はかねてから殿原衆が勝手に上乗を請求していることに対しても不満を抱いていた。そんな最中の1468年、室町幕府御蔵奉行が花の御所再建のために調達した木材を運搬する船団が上乗を払わないことを理由に堅田衆が積荷を差し押さえた。激怒した室町幕府8代将軍足利義政は領主である延暦寺に堅田の処分を要求した。同年4月16日、延暦寺は堅田に対して焼き討ちを行った。これによって延暦寺を支持していた地域を含めて堅田の町のほぼ全域が焼失して住民は沖島に逃れ、1470年に講和となるまで帰還できなかったという。これを堅田大責（かたたおおぜめ）と言う。しかし、2年後に今度は延暦寺と堅田の南にある坂本との衝突が起きると、延暦寺側が譲歩して延暦寺に多額の礼金を上納することを条件に堅田の再興が許されることになった。この戦いで対延暦寺戦で大敗を喫した殿原衆は権力を失墜させて逆に全人衆は彼らと対等な発言力を獲得することになった。
その結果、人口の多数を占める全人衆の多数が組織していた堅田門徒の発言力が高まり、堅田衆の指導的地位を獲得するようになった。ところが、5代目住持明宗の代で戦国時代に入ると、堅田門徒の指導的地位を得ていた本福寺は大津の門徒を率いていた本願寺10世証如の後見人蓮淳（蓮如の6男で証如の外祖父でもある）の讒言によって、3度にわたる破門を受けて、門徒の指導権も所領・財産も悉く蓮淳傘下の称徳寺（後の慈敬寺）に奪われてしまうことになった（堅田本福寺破門事件参照のこと）。その結果、慈敬寺が指導的地位に立つことになった。本福寺は後に再興されて、本願寺派（西本願寺）に属していた江戸時代中期の11代住持明式（千那）は、松尾芭蕉の門人としても著名である。
戦国時代には、湖上水運によってルイス・フロイスによって「甚だ富裕なる町」と評された堅田であったが、織田信長の上洛後に起きた信長包囲網の蜂起に際しては、本願寺や延暦寺及び交易相手であった朝倉氏との関係から反信長陣営に立っていた。それに対して信長は朝倉義景・浅井長政・本願寺に包囲された志賀の陣において1571年1月1日に堅田水軍の猪飼昇貞・居初又次郎・馬場孫次郎らが織田方に内通したので、坂井政尚を派遣して堅田を攻撃するが、義景の家臣前波景当に攻撃されて坂井政尚は戦死、猪飼昇貞らも逃亡して堅田占領は失敗した（堅田の戦い）。ところが、間もなく信長は方針を転換して、全人衆主導の自治に不満を抱く殿原衆を切り崩して支配下に置いて堅田船の船団の支配権を手に入れ、次いで1572年には殿原衆と結んで全人衆と真宗寺院を攻撃してこれを屈服させた。織田政権・豊臣政権・江戸幕府はいずれも経国在民的特権に関しては、基本的には大津代官従属のもとで以前のものを承認し続けた。
1698年、堀田正高が堅田1万石に封じられて堅田に陣屋を設置して堅田藩が成立する。途中1826年に下野佐野藩に加増転封されるものの、堅田領は従来通りとされ、以後内部問題は堅田藩が、大津など周辺港湾との折衝は大津代官が行うことになった。しかし、江戸時代後期彦根藩などの保護を受けた他の琵琶湖湖畔の諸港の台頭、船主・漁民と農民・商人との利害対立による内紛（堀田氏の佐野移封と前後として農民と漁民の対立が大規模暴動に発展している）などがあり、徐々にその影響力を低下させていった。
1889年、滋賀郡本堅田村・今堅田村・衣川村の合併により滋賀郡堅田村が成立し、1901年7月20日に堅田町に移行。1955年4月1日に周辺の仰木村・真野村・伊香立村・葛川村と合併して新生の堅田町となったが、1967年4月1日大津市に編入され、自治体名としての「堅田」は消滅した。

## 世帯数と人口
2019年（平成31年）4月1日現在の世帯数と人口は以下の通りである。

### 堅田
| 丁目       | 世帯数  | 人口    |
| ---------- | ------- | ------- |
| 堅田一丁目 | 835世帯 | 2,036人 |
| 堅田二丁目 | 97世帯  | 121人   |
| 計         | 932世帯 | 2,157人 |

### 本堅田
| 丁目         | 世帯数    | 人口    |
| ------------ | --------- | ------- |
| 本堅田一丁目 | 576世帯   | 1,258人 |
| 本堅田二丁目 | 500世帯   | 1,219人 |
| 本堅田三丁目 | 706世帯   | 1,510人 |
| 本堅田四丁目 | 1,002世帯 | 2,242人 |
| 本堅田五丁目 | 447世帯   | 960人   |
| 本堅田六丁目 | 743世帯   | 1,959人 |
| 計           | 3,974世帯 | 9,148人 |

### 今堅田
| 丁目         | 世帯数    | 人口    |
| ------------ | --------- | ------- |
| 今堅田一丁目 | 248世帯   | 614人   |
| 今堅田二丁目 | 1,329世帯 | 2,898人 |
| 今堅田三丁目 | 273世帯   | 591人   |
| 計           | 1,850世帯 | 4,103人 |

### 人口の変遷
国勢調査による人口の推移。

### 堅田
| 1995年（平成7年）  | 1,633人 | [ 7 ]  |  |
| 2000年（平成12年） | 2,154人 | [ 8 ]  |  |
| 2005年（平成17年） | 2,154人 | [ 9 ]  |  |
| 2010年（平成22年） | 2,097人 | [ 10 ] |  |
| 2015年（平成27年） | 2,152人 | [ 11 ] |  |

### 本堅田
| 1995年（平成7年）  | 7,979人 | [ 7 ]  |  |
| 2000年（平成12年） | 8,107人 | [ 8 ]  |  |
| 2005年（平成17年） | 8,107人 | [ 9 ]  |  |
| 2010年（平成22年） | 8,312人 | [ 10 ] |  |
| 2015年（平成27年） | 8,925人 | [ 11 ] |  |

### 今堅田
| 1995年（平成7年）  | 2,911人 | [ 7 ]  |  |
| 2000年（平成12年） | 3,334人 | [ 8 ]  |  |
| 2005年（平成17年） | 3,334人 | [ 9 ]  |  |
| 2010年（平成22年） | 4,290人 | [ 10 ] |  |
| 2015年（平成27年） | 4,328人 | [ 11 ] |  |

## 学区
市立小・中学校に通う場合、学区は以下の通りとなる。
| 丁目         | 番・番地等 | 小学校             | 中学校             |
| ------------ | ---------- | ------------------ | ------------------ |
| 堅田一丁目   | 全域       | 大津市立堅田小学校 | 大津市立堅田中学校 |
| 堅田二丁目   | 全域       | 大津市立堅田小学校 | 大津市立堅田中学校 |
| 本堅田一丁目 | 全域       | 大津市立堅田小学校 | 大津市立堅田中学校 |
| 本堅田二丁目 | 全域       | 大津市立堅田小学校 | 大津市立堅田中学校 |
| 本堅田三丁目 | 全域       | 大津市立堅田小学校 | 大津市立堅田中学校 |
| 本堅田四丁目 | 全域       | 大津市立堅田小学校 | 大津市立堅田中学校 |
| 本堅田五丁目 | 全域       | 大津市立堅田小学校 | 大津市立堅田中学校 |
| 本堅田六丁目 | 全域       | 大津市立堅田小学校 | 大津市立堅田中学校 |
| 今堅田一丁目 | 全域       | 大津市立堅田小学校 | 大津市立堅田中学校 |
| 今堅田二丁目 | 全域       | 大津市立堅田小学校 | 大津市立堅田中学校 |
| 今堅田三丁目 | 全域       | 大津市立堅田小学校 | 大津市立堅田中学校 |

## 名所・旧跡
- 居初氏庭園
- 満月寺（浮御堂）
- 光徳寺
- 本福寺
- 祥瑞寺
- 伊豆神社
- 湖族の郷資料館
- 日本基督教団堅田教会
- 出島灯台
- 野神神社（勾当内侍の墓）
- 伊豆神田神社

## 施設
- 大津市
  - 堅田市民センター（支所、公民館）
- 堅田郵便局

## 交通
- JR西日本湖西線：堅田駅
- 国道161号
- 国道477号・琵琶湖大橋

## 教育
- 滋賀県
  - 県立堅田高等学校（本堅田三丁目）
- 大津市
  - 市立堅田保育園（本堅田四丁目）
  - 市立堅田幼稚園（本堅田四丁目）
  - 市立堅田小学校（本堅田三丁目）
  - 市立堅田中学校（本堅田三丁目）

## その他

### 日本郵便
- 集配担当する郵便局と郵便番号は以下の通りである[13]。

| 町丁   | 郵便番号 | 郵便局     |
| ------ | -------- | ---------- |
| 堅田   | 520-0243 | 堅田郵便局 |
| 本堅田 | 520-0242 | 堅田郵便局 |
| 今堅田 | 520-0241 | 堅田郵便局 |